# Женский мировой шоссейный кубок UCI 2005
Женский мировой шоссейный кубок UCI 2005 — 8-й сезон одноимённого шоссейного сезонного соревнования.

## Обзор сезона
Календарь турнира претерпел изменения. По сравнению с прошлым сезоном в него добавился только что созданный британский Гран-при Уэльса, а также после двух лет отсутствия вернулась новозеландская Веллингтон Ворлд Кап (в прежнее годы проводилась под названием Гамильтон Ворлд Кап). Таким образом турнир стал состоять из 11 однодневных гонок которые также входили в Женский мировой шоссейный календарь UCI 2005. Турнир стартовал в конце февраля начале марта двумя гонками в Австралии и Новой Зеландии. Затем с середины март по начало апреля прошло ещё четыре гонки в Европе. После этого в конце мая была проведена одна гонка в Канаде. Заключительные четыре гонки прошли в августе и сентябре снова в Европе.
Регламент турнира остался прежним. Индивидуальный рейтинг предусматривал начисление очков первым 20 гонщицам на каждой гонке. В последней гонке сезона начисляемые очки удваивались. Победитель сезона определялся по общей сумме набранных очков независимо от количества проведённых гонок.
Начисляемые очки
| Место | 1  | 2  | 3  | 4  | 5  | 6  | 7  | 8  | 9  | 10 | 11 | 12 | 13 | 14 | 15 | 16 | 17 | 18 | 19 | 20 |
| ----- | -- | -- | -- | -- | -- | -- | -- | -- | -- | -- | -- | -- | -- | -- | -- | -- | -- | -- | -- | -- |
| Очки  | 75 | 50 | 35 | 30 | 27 | 24 | 21 | 18 | 15 | 11 | 10 | 9  | 8  | 7  | 6  | 5  | 4  | 3  | 2  | 1  |

Победительницей индивидуального рейтинга второй год подряд стала австралийка Ойнон Вуд не выигравшая ни одной гонки, она также стала первой по итогам Мирового календаря UCI 2005. Второе место заняла шведка Сюзанн Юнгског, третье – нидерландка Мирьям Мельхерс.

## Календарь
| 27 фев | Джелонг Ворлд Кап         | CDM | Рошелль Гилмор      | Ойнон Вуд            | Катерина Бейтс  |
| 5 мар  | Веллингтон Ворлд Кап      | CDM | Сюзанна де Гуде     | Линда Виллумсен      | Тина Пик        |
| 19 мар | Примавера Роза            | CDM | Трикси Воррак       | Николь Кук           | Ойнон Вуд       |
| 3 апр  | Тур Фландрии              | CDM | Мирьям Мельхерс     | Сюзанн Юнгског       | Мония Баккаилле |
| 20 апр | Флеш Валонь               | CDM | Николь Кук          | Ойнон Вуд            | Юдит Арндт      |
| 8 май  | Гран-при Кастилии и Леона | CDM | Сюзанн Юнгског      | Юдит Арндт           | Татьяна Гудерцо |
| 28 май | Монреаль Ворлд Кап        | CDM | Женевьева Жансон    | Ойнон Вуд            | Мирьям Мельхерс |
| 20 авг | Гран-при Уэльса           | CDM | Юдит Арндт          | Сюзанн Юнгског       | Ойнон Вуд       |
| 27 авг | Гран-при Плуэ - Бретань   | CDM | Ноэми Кантеле       | Эдита Пучинскайте    | Моника Холлер   |
| 4 сен  | Тур Роттердама            | CDM | Ина-Йоко Тойтенберг | Алессандра Д'Этторре | Луиза Таманини  |
| 11 сен | Тур Нюрнберга             | CDM | Джорджа Бронцини    | Рошелль Гилмор       | Ойнон Вуд       |

## Итоговый рейтинг
| Индивидуальный рейтинг | Индивидуальный рейтинг | Индивидуальный рейтинг         | Индивидуальный рейтинг | Индивидуальный рейтинг |
| Гонщик                 | Гонщик                 | Команда                        | Очки                   |                        |
| ---------------------- | ---------------------- | ------------------------------ | ---------------------- | ---------------------- |
| 1-й                    | Ойнон Вуд              | Equipe Nürnberger Versicherung | 378 очков              |                        |
| 2-й                    | Сюзанн Юнгског         | Buitenpoort-Flexpoint          | 299 очков              |                        |
| 3-й                    | Мирьям Мельхерс        | Buitenpoort-Flexpoint          | 255 очков              |                        |
| 4-й                    | Джорджа Бронцини       | USC Chirio Forno d'Asolo       | 185 очков              |                        |
| 5-й                    | Юдит Арндт             | Equipe Nürnberger Versicherung | 184 очков              |                        |
| 6-й                    | Рошелль Гилмор         | Safi-Pasta Zara Manhattan      | 181 очков              |                        |
| 7-й                    | Сюзанна де Гуде        | Van Bemmelen-AA Drink          | 167 очков              |                        |
| 8-й                    | Ина-Йоко Тойтенберг    | T-Mobile                       | 129 очков              |                        |
| 9-й                    | Николь Кук             | Safi-Pasta Zara Manhattan      | 125 очков              |                        |
| 10-й                   | Трикси Воррак          | Equipe Nürnberger Versicherung | 99 очков               |                        |